# JenniCam
JenniCam (albo JenniCAM) – funkcjonująca od kwietnia 1996 do końca 2003 roku strona WWW założona przez Jennifer Kaye Ringley (ur. 10 sierpnia 1976 w Harrisburg), transmitująca za pośrednictwem kamery internetowej (webcam) przez 24 godziny na dobę obraz z mieszkania właścicielki strony. 
Była to pierwsza na świecie strona tego rodzaju; pomysł znalazł wkrótce licznych naśladowców, a sama Ringley zyskała znaczną popularność zarówno w Internecie, jak i mediach pozainternatowych. Projekt oraz postać Jennifer były inspiracją dla filmu Truman Show.